# 三式
三式（さんしき）は、式占で代表的な太乙式、遁甲式、六壬式の総称。

## 概要
三式それぞれに特有の式盤があり、式盤の区分の数が三式それぞれで異なっている。太乙式では十二支に四隅の八卦である艮、巽、坤、乾を加えた16区分、遁甲式では八卦に対応する8区分、六壬式では十二支もしくは黄道十二宮に対応する12区分の式盤がそれぞれ使用される。式盤は方形の地盤と円形の天盤の組み合わせであり、天盤を回転させることが簡単な計算に対応している。
太乙式についての詳細な伝承は日本、台湾には存在しない。中国山東省に太乙式の伝承があるとされる。古くは雷公式を加えて四式と呼ばれたが、雷公式の詳細は現在では不明となっている。 
いずれも古くからその名を知られる術数であり、六壬式にはその技法の中に漢代以前に成立したと考えられるものが存在する。三式を解説した刊本が現代まで伝わっており、刊本のいくつかは四庫全書や古今図書集成に収録されている。三式は兵陰陽と呼ばれる軍事で使用される占術の中で代表的なもので、古代から中世にかけて中国では将官級の軍人にとっては必須の教養であった。
そのためか軍師として有名な、前漢の張良が遁甲式を、三国時代の蜀の諸葛亮が遁甲式と六壬式を使用したと言われているが、三国志演義等の稗史小説や戯曲の中の記述以上のものではない。
太乙式を「天式」、遁甲式を「地式」、六壬式を「人式」ともいう。「天式」とは「天時」を得ること、「地式」とは「地利」を得ること、「人式」とは「人和」を得ることであり、「天・地・人」の「三式」が揃うことで万全の備えができるとされる。いずれも「干支」を基盤として記号類型化された盤や課式によって成り立つ。
「三式」のなかでは太乙式の実際の用法はほとんど知られていない。ただし日本でも『二占要略』に太乙式を使って日本の合戦を分析した記述がある。